# 副将军
副将军（日语：／）是日本古代位列大将军或将军之下的武官职位，多为临时性质。
律令制规定了大将军、将军、副将军的序列，但实际上，任命大将军后，常常跳过将军而直接配置副将军。此外，还有作为副官的“权副将军”这一官职。